# Chionoecetes tanneri
Chionoecetes tanneri — морской глубоководный краб из рода Chionoecetes семейства Oregoniidae.
Встречается в Тихом океане от острова Беринга и Курильских островов до Нижней Калифорнии на глубине от 50 (обычно от 450) до 1910 м. Обитает на следующих типах грунтов: ил, мелкий песок, камни. Размер карапакса самцов 167 на 185 мм; самок 119,2 на 114,8 мм. Охранный статус вида не оценён.